# جي. واين ميلر
جي. واين ميلر (بالإنجليزية: G. Wayne Miller)‏ (12 يونيو 1954)؛ روائي أمريكي. درس في جامعة هارفارد.